# Russka Rada
Russka Rada (Russka Rada we Lwowie) − społeczna organizacja polityczna, utworzona w 1870 we Lwowie, z zamiarem kontynuowania działań Głównej Rady Ruskiej. 
Została jednak szybko opanowana przez moskalofili, przeciwnych działalności narodowej (Wasyl Kowalśkyj, o. Jakiw Szwedyćkyj, o. Teofil Pawłykiw). Działacze narodowi dość długo proponowali Radzie prowadzenie wspólnych działań, jednak wskutek jej niechęci założyli w 1885 własne towarzystwo Narodna Rada.
W 1900 Ruska Rada założyła Russką Partię Ludową.
Rada Ruska działała do 1914, jej organami prasowymi były Russkaja Rada (1871−1912) i Hałyckaja Ruś (1891−1892).

## Literatura
- Енциклопедія українознавства, Lwów 1993, t. 7, s. 2657